# Костромска област
Костромска̀ област е субект на Руската федерация, влизаща в състава на Централния федерален окръг. Площ 60 211 km2 (47-о място по големина в Руската Федерация, 0,35% от нейната площ). Население на 1 януари 2017 г. 643 330 души (67-о място в Руската Федерация, 0,44% от нейното население). Административен център град Кострома. Разстояние от Москва до Кострома 372 km.

## Историческа справка
Първите градски центрове в района възникват през ХІІ в.: Кострома (1152 г.), Галич (1159 г.), Солигалич (1380 г., от 1778 г. град), Чухлома (1381 г., от 1778 г. град), Буй (1536 г.). На 13 август 1944 г. с постановление на ВЦИК на СССР Костромски окръг е отделен от състава на Ивановска област и е създадена Костромска област. През юни 1972 г., по случай 90-годишнината от рождението на Георги Димитров – деятел на българското и международното комунистическо и работническо движение, депутат от Костромска област във Върховния Съвет на СССР (1937 г.), Заволжкият район на град Кострома e преименуван в Димитровски.

## Географска характеристика
Костромска област се намира в централната част на Европейска Русия, в Централния федерален окръг. На север граничи с Вологодска област, на изток – с Кировска област, на юг – с Нижегородска и Ивановска област и на запад – с Ярославска област. В тези си граници заема площ от 60 211 km2 (47-о място по големина в Руската Федерация, 0,35% от нейната площ).
Областта е разположена в централната част на Източноевропейската равнина, в горния басейн на река Волга и нейните леви притоци. Територията ѝ представлява хълмиста равнина, разчленена от множество речни долини. На запад се намира Костромската низина (височина 80 – 100 m), в централната част – Галичко-Чухломското възвишение (височина до 293 m, най-високата точка на областта), покрай долното течение на река Унжа (ляв приток на Волга) – Волго-Унженската низина (височина до 150 m) и на североизток – западните части на възвишението Северни Ували (височина до 227 m).
Климатът е умереноконтинентален. Средна януарска температура от -11,7 °C на югозапад до -14,2 °C на североизток, средна юлска температура – съответно 17,9 °C и 17,6 °C. Годишна сума на валежите 550 – 600 mm. вегетационен период (минимална денонощна температура 5 °C) 156 – 166 дни.
В Костромска област има около 3,6 хил. реки (с дължина над 1 km) с обща дължина около 14,7 хил. km и те принадлежат към два водосборни басейна: на река Волга (99% от територията) и на река Северна Двина (1%). През южната част на областта протича част от горното течение на река Волга, а от север на юг нейните леви притоци: Кострома, мера, Немда, Унжа, Ветлуга и др. На север проточат най-горните течения на няколко малки реки, принадлежащи към водосборния басейн на река Северна Двина. Всичките реки имат равнинен характер, малък наклон и спокойно течение. Те имат смесено подхранване с преобладаване на снежното. За тях е характерно високо пролетно пълноводие, лятно-есенно маловодие, прекъсвано от епизодични прииждания в резултат на поройни дъждове и ясно изразено зимно маловодие. Те замръзват през ноември, а се размразяват в края на март или началото на април. В областта има над 4,3 хил. езера с обща площ около 640 km2, в т.ч. около 660 езера с площ над 10 дка. езерата са основно крайречни. Най-големите езера в областта са Галичкото (75,4 km2) и Чухломското (48,7 km2). Най-големия изкуствен водоем и Горковското водохранилище на река Волга, като в пределите на областта попада неговата „опашка“. Блатата и заблатените земи заемат 1,44% от територията на областта – 868 km2.
Преобладават ливадно-подзолистите почви: глинести и песъчливо-глинести на запад и североизток и песъчливи – в централните части и на югоизток. В понижените участъци на релефа са разпространени торфено-блатни, а покрай реките и езерата – алувиални почви. Костромска област е разположена в горската зона, като горите заемат 67% от територията ѝ (4,1 млн.ха). По-малко от половината от горите са иглолистни (бор, смърч), а 53% са широколистни (бреза, осика и габър). Ливадна растителност е разпространена по долините на реките. Животинския свят е представен от кафява мечка, вълк, рис, лос, лисица, белка, отдатра и др.

## Административно териториално деление
В административно-териториално отношение Костромска област се дели на 6 областни градски окръга, 24 муниципални района, 12 града, в т.ч. 8 града с областно подчинение (Буй, Волгореченск, Галич, Кострома, Мантурово, Нерехта, Нея и Шаря) и 7 града с районно подчинение и 7 селища от градски тип.
| Административна единица | Площ (km2) | Население (2017 г.) | Административен център | Население (2017 г.) | Разстояние до Кострома (в km) | Други градове и сгт с районно подчинение |
| ----------------------- | ---------- | ------------------- | ---------------------- | ------------------- | ----------------------------- | ---------------------------------------- |
| Областни градски окръзи |            |                     |                        |                     |                               |                                          |
| 1. Буй                  | 21         | 24 011              | гр. Буй                | 24 011              | 103                           |                                          |
| 2. Волгореченск         | 18         | 16 658              | гр. Волгореченск       | 16 658              | 43                            |                                          |
| 3. Галич                | 17         | 16 922              | гр. Галич              | 16 922              | 121                           |                                          |
| 4. Кострома             | 146        | 277 648             | гр. Кострома           | 277 648             |                               |                                          |
| 5. Мантурово            | 16         | 15 619              | гр. Мантурово          | 15 619              | 261                           |                                          |
| 6. Шаря                 | 44         | 36 565              | гр. Шаря               | 23 912              | 328                           | Ветлужки                                 |
| Муниципални райони      |            |                     |                        |                     |                               |                                          |
| 1. Антроповски          | 2462       | 5838                | с. Антропово           | 3237                | 224                           |                                          |
| 2. Буйски               | 3248       | 10 329              | гр. Буй                |                     | 103                           | Чистие Бори                              |
| 3. Вохомски             | 3379       | 8170                | с. Вохма               | 4786                | 469                           |                                          |
| 4. Галички              | 2811       | 7513                | гр. Галич              |                     | 121                           |                                          |
| 5. Кадийски             | 2190       | 7304                | сгт Кадий              | 3507                | 142                           |                                          |
| 6. Кологривски          | 3533       | 5485                | гр. Кологрив           | 3032                | 339                           |                                          |
| 7. Костромски           | 2032       | 47 337              | гр. Кострома           |                     |                               |                                          |
| 8. Красноселски         | 950        | 18 245              | сгт Красное на Волга   | 7956                | 34                            |                                          |
| 9. Макаревски           | 4850       | 13 473              | гр. Макарев            | 6632                | 184                           |                                          |
| 10. Мантуровски         | 2667       | 4017                | гр. Мантурово          |                     | 261                           |                                          |
| 11. Межевски            | 2178       | 3689                | с. Георгиевское        | 2767                | 316                           |                                          |
| 12. Нейски              | 2657       | 12 476              | гр. Нея                | 8964                | 237                           |                                          |
| 13. Нерехтски           | 1140       | 32 605              | гр. Нерехта            | 21 403              | 46                            |                                          |
| 14. Октябърски          | 1862       | 4143                | с. Боговарово          | 2450                | 487                           |                                          |
| 15. Островски           | 2446       | 11 412              | с. Островское          | 4849                | 84                            |                                          |
| 16. Павински            | 1600       | 4098                | с. Павино              | 3067                | 419                           |                                          |
| 17. Парфеневски         | 2469       | 5640                | с. Парфенево           | 2963                | 287                           |                                          |
| 18. Поназиревски        | 2080       | 7177                | сгт Поназирево         | 4564                | 373                           |                                          |
| 19. Пищугски            | 1919       | 4489                | с. Пищуг               | 3376                | 375                           |                                          |
| 20. Солигалички         | 3070       | 8996                | гр. Солигалич          | 5976                | 216                           |                                          |
| 21. Судиславски         | 1528       | 12 458              | сгт Судиславъл         | 4757                | 51                            |                                          |
| 22. Сусанински          | 1050       | 6870                | сгт Сусанино           | 3153                | 62                            |                                          |
| 23. Чухломски           | 3660       | 9998                | гр. Чухлома            | 5054                | 171                           |                                          |
| 24. Шарински            | 3994       | 8975                | гр. Шаря               |                     |                               |                                          |

## Селско стопанство
Половината от този сектор на икономиката - животновъдство; отглеждат ръж, пшеница, ечемик, овес.
| хиляди хектара | 771 | 661,7 | 575,7 | 462,7 | 328,8 | 207,1 | 192,0 |